# Sân bay Skellefteå
Sân bay Skellefteå (IATA: SFT, ICAO: ESNS), là một sân bay nằm cách Skellefteå 17 km, Västerbotten, Thụy Điển.
Đây là sân bay lớn thứ năm của phía bắc Thụy Điển (Norrland) và lớn thứ 14 ở Thụy Điển. Năm 2005, đã có 250.000 lượt khách thông qua sân bay này.

### Các hãng hàng không và các tuyến điểm
đến tháng 5 năm 2006:
- Finncomm Airlines (Sân bay Helsinki-Vantaa, Sân bay Kronoby)
- Ryanair (Sân bayGirona-Costa Brava)
- Scandinavian Airlines (Sân bay Stockholm-Arlanda)

Ngoài ra còn có các chuyến thuê bao từ các quốc gia Địa Trung Hải và quần đảo Canary.